# 奧本 (新南威爾士州)
奥本是位于澳大利亚新南威尔士州悉尼西部的一个区。它距离悉尼商業中心區约有19公里。

## 历史
这一区域命名自奧立佛·高德史密斯的诗《廢棄的村莊》，描述英国的奥本为「平原上最有爱的村莊」。

## 商业区
奥本是一个综合着住宅、商业和工业的区域。商业区靠近奥本火车站。有许多多元文化的餐馆和咖啡馆。
商业區從火车站以南绵延约1公里，并设有许多中东和亚洲的商店、餐馆和超市。这使得奥本聚集了悉尼的各种移民群体。
火车站以北，商业和工业的发展延伸到帕拉马塔路及周边的街道。这里的主要进展包括：
- 澳大利亚最大的海威·诺曼商店
- 帕拉玛塔路上的读书剧场.[4]
- 帕拉玛塔路上的尼克·斯卡利家具中心
- 澳大利亚最大的竞速装备店
- 帕拉玛塔路上的考斯叩超市

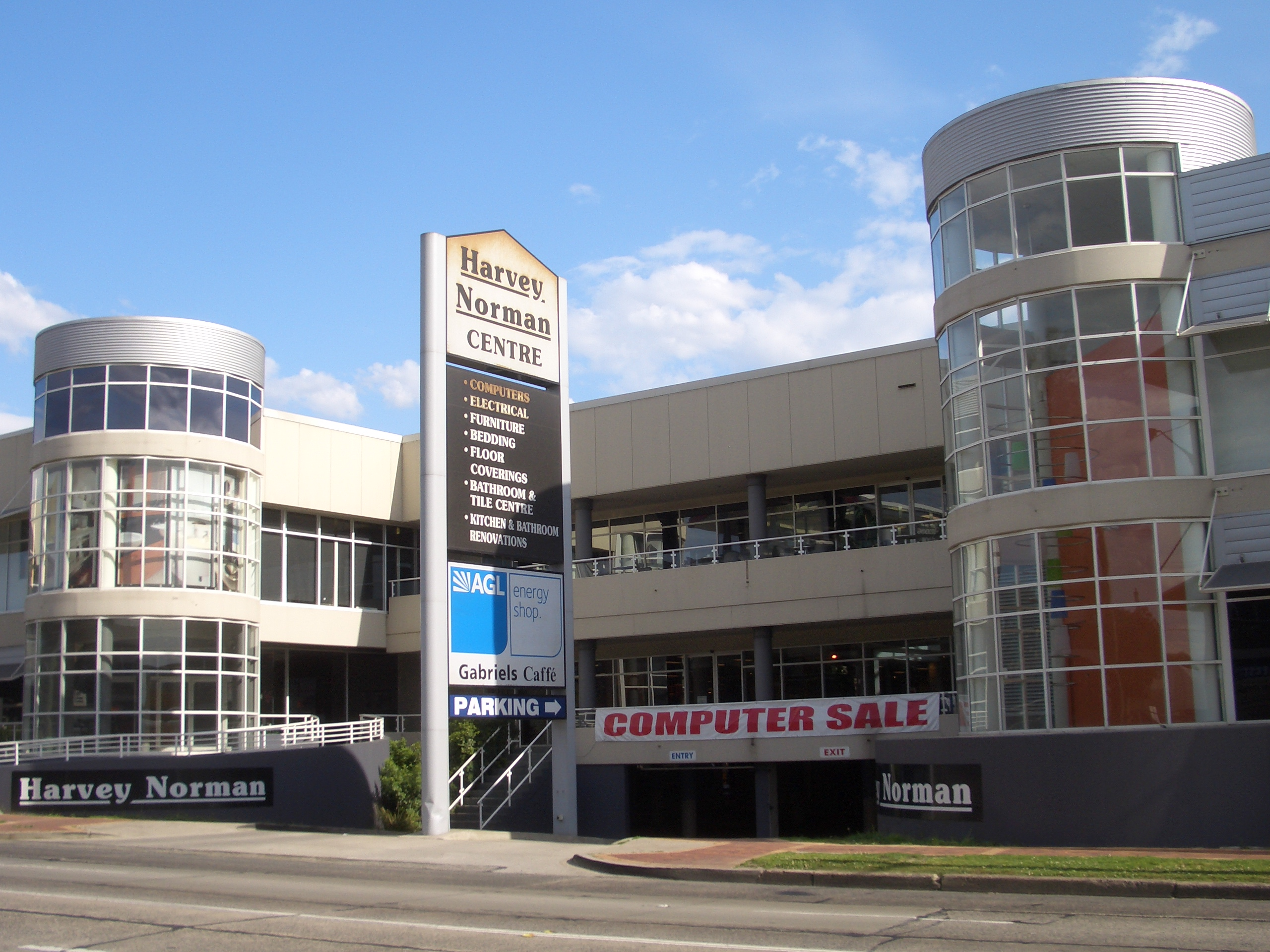
Harvey Norman Centre, Parramatta Road
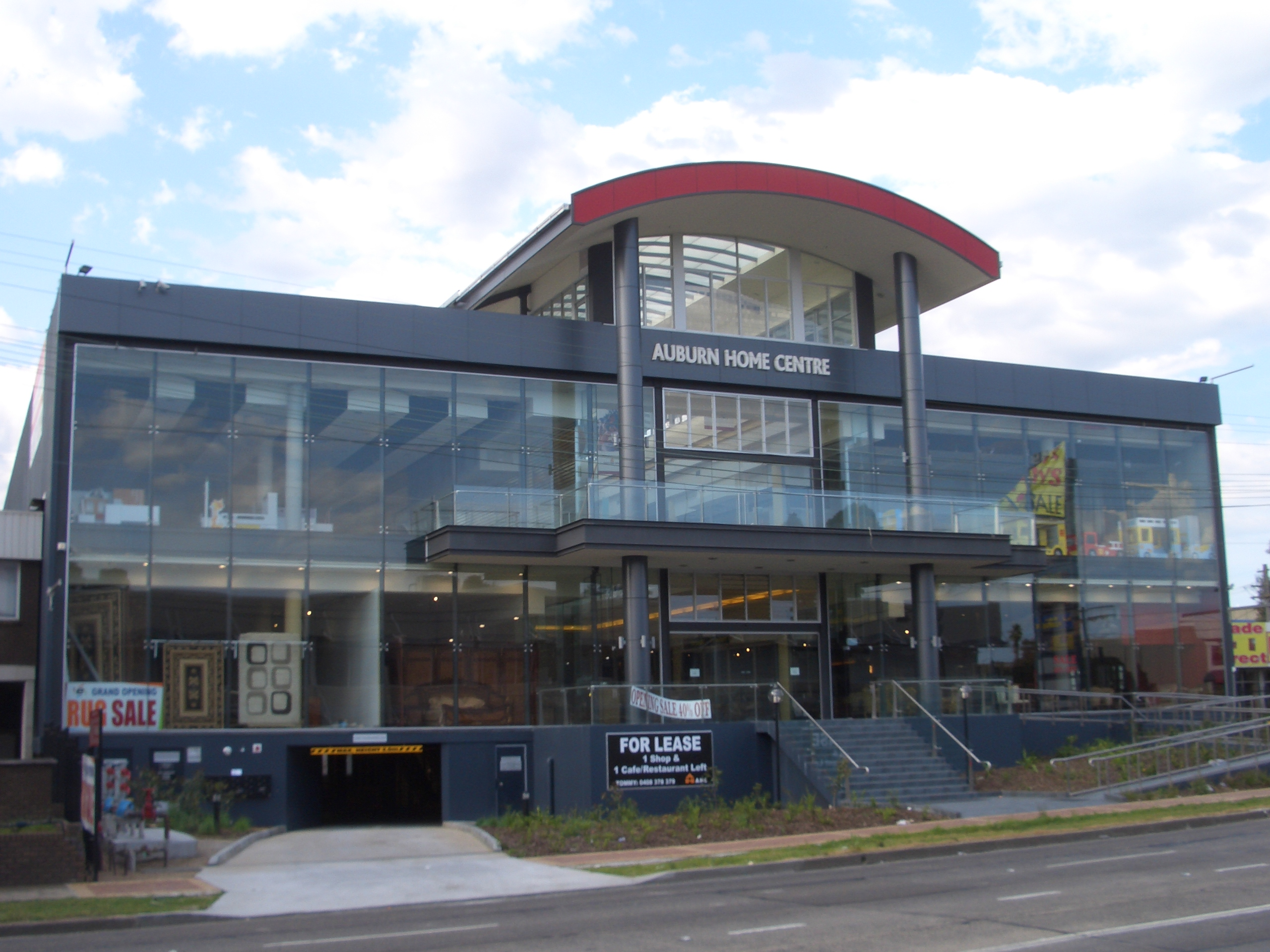
Auburn Home Centre, Parramatta Road
Bell Tower Complex, Parramatta Road

## 交通服务
奥本火车站位于城市铁路的T2城西與利坪頓線（Inner West & Leppington Line）及T1城市鐵路西線之上。

## 地标
- 奥本医院：有基本的24小时紧急设施，位於诺弗尔和哈格雷夫街。
- 奥本植物园[5]

## 学校
- 费萨尔学院（提供阿拉伯語和伊斯蘭教科目）
- 奥本女子高中
- 奥本北公立学校
- 奥本西公立学校
- 奥本公立学校
- 阿米提学院（奥本校区）
- 圣约翰天主小学
- 圣乔瑟夫工人小学
- 三一天主教學院
- 悉尼基督復臨安息日會學院（奥本校区）

## 宗教建築

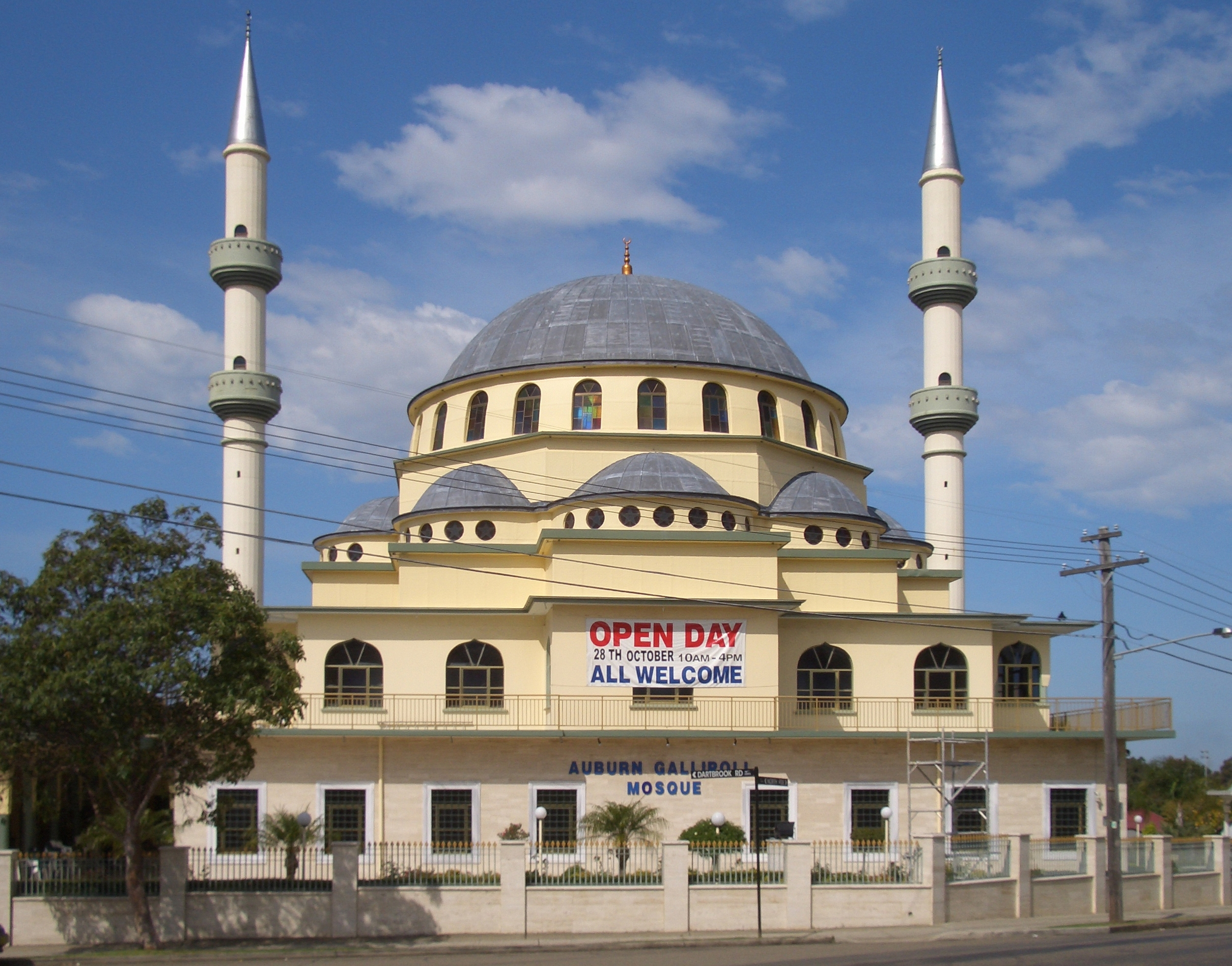
Auburn Gallipoli Mosque

位於奧本的Sri Mandir是澳大利亚最古老的印度教寺庙，1977年啟用。
奥本加里波利清真寺花了十三年建设，主要由这一区域的土耳其人社区出资兴建。

## 人口

### 人口统计学
奥本自诩是澳大利亚最多元文化的社区之一。传统的盎格鲁 - 凯尔特人／欧洲的人口已经慢慢被土耳其人、黎巴嫩人和越南人取代。奥本人口增速最快的群體是索马里人、波斯尼亚人、伊拉克人、伊朗人、阿富汗人、巴基斯坦人 和苏丹人。
根据2011年人口普查，奥本有33,122名居民。其中31.9％出生在澳大利亚。在非澳大利亞出生的人中，人数最多的出生地国家分别是中国13.3％，土耳其6.2％，印度5.0％和黎巴嫩4.0％。13.5％的居民在家里只讲英语。在家里说其他语言的包括阿拉伯语15.7％，土耳其語11.5％，官话10.3％和粤语8.1％。对于宗教信仰的最常见回答是伊斯兰教42.0％，天主教12.6％和无宗教信仰12.3％。

### 名人
- 布莱德·费德勒，出生于奥本前橄榄球联赛运动员。
- 杰克·朗，西南威尔士前总理（1925–1927，1930–1932），与奥本有着一个长期和密切的联系，并建立一个成功的房地产业务。他继续担任地方议会，最终成为市长。他在奥本于1975年去世。
- 约翰·莫尔顿，外科醫生。
- 沃伦的·曼德恩，澳大利亚工党的第一个原住民总裁。1956年出生于格拉夫顿，沃伦和他的家人在60年代中期住在奥本。[來源請求]
- 克里斯·巴斯，七號電視網新聞報道員。
- 费来提·马提尔，新西兰勇士球员，出生于奥本。
- 瑞伯·它阿，纽卡斯尔骑士队球员。出生于奥本。
- 斯科特·贾米森，足球运动员，出生于奥本。
- 艾哈迈德·艾勒瑞，足球运动员。
- 塔里克·艾勒瑞，足球运动员。
- 贾马尔·伊德里斯，波斯美洲豹运动员，出生于奥本。

## 流行文化
- SBS电视剧《东西101》拍摄于奥本。